# Bromochlorométhane
Le bromochlorométhane est hydrocarbure halogéné de formule brute CH2BrCl. C'est un liquide qui a été utilisé comme moyen d'extinction dans les incendies et qui a été finalement remplacé par d'autres produits moins dangereux et avec un potentiel de destruction de la couche d'ozone plus faible.

## Utilisation
Il a été utilisé dans les extincteurs à feu par les Allemands dans les années 1940, qui tentaient de trouver une alternative moins toxique et plus efficace au  tétrachlorométhane. C'était un problème dans les avions et les tanks où le tétrachlorométhane émettait des sous produits très toxiques quand on l'utilisait sur un feu. Le bromochlorométhane est quant à lui légèrement moins toxique et fut utilisé jusque dans les années 1960 aux USA, avant d'être interdit par la NFPA en 1969, quand des agents plus efficaces et plus sûrs furent développés (bromochlorodifluorométhane et bromotrifluorométhane). En raison de son potentiel de déplétion ozonique non négligeable, sa production est interdite depuis le 1er janvier 2002, pour certaines utilisations contrôlées, à la suite d'une réunion des signataires du Protocole de Montréal à propos des substances néfastes pour la couche d'ozone. 
Le bromochlorométhane peut être décomposé in vivo par une enzyme de la famille des hydrolases, selon la réaction suivante: 
CH2BrCl (l) + H2O (l) → CH2O (l) + 1/2 Br2 (l) + 1/2 Cl2 (g) + H2 (g)

## Production et synthèse
Le bromochlorométhane peut être produit par un échange d'halogène à partir du dichlorométhane en présence de brome liquide ou gazeux :
6 CH2Cl2 + 3 Br2 + 2 Al → 6 CH2BrCl + 2 AlCl3.
CH2Cl2 + HBr → CH2BrCl + HCl.
L'addition de brome est contrôlé afin d'éviter une deuxième bromation qui conduirait à la formation du dibromométhane. Un réacteur est rempli avec des particules d'aluminium et une petite quantité de dichlorométhane. L'initiation de la réaction est lancée par l'adjonction de brome, puis le reste de dichlorométhane est ajouté avec le brome de manière contrôlée à 35 °C.
Une fois l'opération terminée, le mélange réactionnel est distillé pour obtenir le produit bromé désiré. Environ 10 % des produits bromés est du dibromométhane, le reste étant du bromochlorométhane.